# 大屋幸世
大屋 幸世（おおや ゆきよ、1942年 - 2016年8月2日）は、日本の日本近代文学研究者。元鶴見大学教授。
早稲田大学大学院中退。鶴見大学助教授を経て同教授、2006年、辞職。森鷗外研究に始まり、古書を探索しての実証研究を行う。

## 著書
- 鴎外への視角 有精堂出版 1984年12月 (新鋭研究叢書)
- 書物周游 朝日書林 1991年4月
- 鴎外涓滴 日本古書通信社 1994年7月 (こつう豆本)
- 森鴎外研究と資料 翰林書房 1999年5月
- 蒐書日誌 1-4 皓星社 2001年-2003年
- 追悼雑誌あれこれ 日本古書通信社 2005年7月
- 随時随処雑談 日本の近代文学を中心に 鶴見大学日本文学会 2006年1月
- 日本近代文学書誌書目抄 日本古書通信社 2006年3月
- 日本近代文学小径―小資料あれこれ 日本古書通信社 2010年2月 (大屋幸世叢刊1)
- 近代日本文学書の書誌・細目八つ 日本古書通信社 2011年2月 (大屋幸世叢刊2)
- 近代日本文学への糸口―明治期の新聞文藝欄、鴎外・直哉、モダン語 日本古書通信社 2011年9月 (大屋幸世叢刊3)